# Каров (Львовская область)
Каров (укр. Карів) — село в Белзской городской общине Шептицкого района Львовской области Украины.

## История
Первое упоминание: 1490 г.
До 1934 года независимая индивидуальная гмина во Второй Польской республике. Тогда она принадлежал коллективной сельской гмине Брукенталь в Повят Рава в Львовском воеводстве.
11 мая 1944 в селе состоялся бой сотни УПА «Сероманцы» с немцами. Он окончился поражением повстанцев. УПА потеряла 8 человек, четыре партизана были ранены. В плен сдались до 40 человек. Также погибли четыре мирных жителя.
Население по переписи 2001 года составляло 1057 человек. Занимает площадь 4,59 км². Почтовый индекс — 80066. Телефонный код — 3257.